# 老松族
老松族（老撾文：ລາວສູງ [láːw sǔːŋ])，拉丁轉寫：Lao Soung）是老撾的三大民族集團之一，佔老撾9%的人口，它包括了苗族（其中白苗人口較多）、瑤族、阿卡人、彝族、兰丁族、拉祜族等諸多苗瑤語族、藏緬語族的民族。
他們多居住于老撾北部的山區（上寮），以川壙省、華潘省、琅勃拉邦人數最多。“老松（ລາວສູງ）”一詞的意思是“住在高地的老撾人”，其中ສູງ音譯爲Soung、松，意思是高，和漢語「嵩」是同源詞。
他們多是在14至18世紀由湖南與雲南越過哀牢山南下的。他們多數有種罌粟。他們也曾反巴特寮，重要人物是王寶。